# Jennie Stenerhag
Jennie Stenerhag, född 6 juni 1975 i Falun, är en svensk före detta mountainbikecyklist. Hon har fem segrar i Cykelvasan.